# 이경영의 미성년자 성매매 사건
이경영의 미성년자 성매매 사건은 대한민국의 영화감독 겸 배우 이경영이 2001년 여고생에게 "제작 중인 영화에 출연시켜주겠다"고 약속하고 성관계를 가진 혐의로, 그 다음해에 긴급체포된 후 기소된 사건이다. 2002년에 '징역 10월, 집행유예 2년, 사회봉사명령 160시간'의 형이 선고되었고, 같은 해 말에 형 집행(사회봉사명령의 이행)이 이루어졌다.
한편 이 사건에 대해 "무죄판결을 받았다"는 이경영의 발언이 몇 차례 있었다. 2011년 이후 이경영은 여러 영화에서 중요 역을 맡으며 본격적으로 활동을 재개하였는데, 그 즈음 몇몇 언론과의 인터뷰에서 과거 사건이 어떻게 마무리됐냐는 질문을 받으면 무죄판결을 받았다고 답하였다. 그리고 2012년, 이경영이 출연한 모 토크쇼는 "2004년에 무혐의 처분을 받았다"는 자막을 내보냈다. 그리하여 그 이후 "이경영이 무죄판결을 받았다"고 서술한 기사들이 등장하였다. 그러자 네티즌들과 언론들은 무죄판결 발언의 신빙성에 대해 몇 가지 이유를 들어 문제를 제기하였다.

## 형사재판(2002년)
형사재판 결과, 이경영이 미성년자인 이모 양과 3차례의 성관계를 가진 것으로 인정되었는데, 첫 번째 성관계는 미성년자라는 사실을 모르고서 했으므로 미성년자 성매매 혐의 무죄, 두 번째와 세 번째 성관계는 미성년자라는 사실을 알고서 했으므로 미성년자 성매매 혐의 유죄라는 판결을 받았다. 즉 유죄 판결을 받았지만, 일부(첫 번째 성관계)는 무죄판결을 받았다. 구체적으로 설명하면 다음과 같다.
- 2002년 8월 12일: 1심 판결 선고(징역 10월, 집행유예 2년, 사회봉사 160시간)

1심 법원은, 이경영과 미성년자 이모 양이 가진 총 3번의 성관계 중 첫 번째 성관계 때는 상대 여성이 미성년자라는 사실을 이경영이 알지 못하였지만, 두 번째와 세 번째 성관계 때는 미성년자라는 사실을 알고 있었다고 보았다. 또한 이경영이 이모 양에게 '영화에 출연시켜주겠다'고 한 약속은 성관계의 대가였다고 보았다. 이에 따라 첫 번째 성관계는 미성년자 성매매 혐의무죄이지만, 두 번째와 세 번째 성관계는 미성년자 성매매 혐의 유죄라는 판결을 하였다.
- 2002년 10월 25일: 2심 판결 선고(징역 10월, 집행유예 2년, 사회봉사 160시간)

1심 판결 후, 검찰은 '이경영은 첫 번째 성관계를 가질 때도 이모 양이 미성년자임을 알고 있었다'고 주장하며, 2심 법원에 항소하였다. 하지만 2심 법원은 "3차례 성관계 중 첫 번째 성관계를 맺을 때는 미성년자라는 사실을 몰랐다는 피고인(이경영)의 주장을 인정, 이 부분에 대해 무죄를 인정한 원심 판결은 정당한 것으로 보여 검사 항소를 기각한다"며 검찰의 항소를 기각하고, 1심 법원과 똑같은 판결을 하였다. 이후 검찰과 이경영은 대법원에 상고하지 않았고, 따라서 이 사건 형사재판은 2심에서 끝이 났다.
- 2002년 11월~12월: 형 집행(사회봉사명령 이행)

이경영은 유죄 판결에 의해 내려진 사회봉사 명령 160시간을 이행하였다.

## 민사재판(2004년)
형사재판 판결이 확정된 후, 이모 양과 이모 양의 가족은 이경영을 포함한 사건 관련자 4명을 상대로 정신적 피해에 대한 손해배상청구소송을 제기하였다. 이에 2004년 5월, 인천지방법원은 "배우가 되려는 청소년에게 영화출연을 내세워 자신들의 성적욕구를 채우는 대상으로 삼은 것은 미성년자인 이양의 성적 자기결정권을 침해한 것"이라며 "이경영 등은 원고에게 5천만원을 지급하라"고 판결했다.

## 재판 이후

### 2009년 - MBC 드라마 출연 무산
2009년, 이경영은 MBC 드라마 〈돌아온 일지매〉에 단역으로 출연하려 했으나 무산되었다. 미성년자 성매매 사건으로 유죄판결을 받은 전력 때문이었는데 그 탓인지 모든 지상파의 출연정지자 명단에 포함되어 KBS·EBS·MBC·SBS의 드라마 출연은 하지 못했으나 드라마 <배가본드>에 섭외가 확정되어 SBS 출연금지 명단에서 해금됐고 2014년 이후에서는 MBC에서도 해금됐다.

### 2011년 이후 - 무죄판결 받았다고 발언
이 사건 이후, 이경영은 영화 조연으로만 간간이 활동하다가 2011년 들어 여러 영화에서 중요 배역을 맡으며 본격적으로 활동을 재개했다. 이경영은 활동 재개 직후 언론과 인터뷰를 자주 했는데, 기자들로부터 과거 사건이 어떻게 마무리 됐냐는 질문을 받으면, "무죄판결 받았다"고 답하기를 반복하였다. 예를 들면 다음과 같다.
 스포츠경향과의 인터뷰

기자: 성매매 스캔들은 어떻게 종결됐나?

이경영: 법원에서 무죄 판결이 났고, 그 친구한테 사과도 받았다.

여성중앙과의 인터뷰(여성중앙 2015년 1월호)

기자: 어느 순간부터 미디어와 방송에서 모습을 보기 힘들었어요

이경영: 그 사건에 대해 무죄판결을 받았지만...

### 2012년 - 모 토크쇼의 자막 관련 논쟁
2012년 11월 14일, 이경영이 출연한 tvN의 토크쇼 《백지연의 피플 INSIDE》가 방송되었다. 이 프로그램에서 이경영은 과거 성매매 사건에 대한 얘기를 하였는데, 방송 중 "법정공방 끝에 2004년에 무혐의 처분을 받았다"는 자막이 나왔다. 바로 이 방송 직후 방송 내용을 그대로 받아 쓴 기사, 즉 "이경영이 2004년에 무혐의 처분을 받았다 (또는 2004년에 무죄판결을 받았다)"는 기사들이 처음으로 등장하였고, 이후에도 간간이 이어져 오고 있다.
하지만 우선 '법정공방 끝에 무혐의 처분을 받았다'는 것은 성립 자체가 불가능한 말이다. 무혐의 처분은 검사가 피의자를 재판(법정)에 넘기지 않을 때 하는 불기소 처분 중의 하나이기 때문이다. 즉 법정공방 끝에 나올 수 있는 것은 검사의 처분이 아니라 판사에 의한 유죄 판결, 무죄 판결 등이다.
해당 자막을 "법정공방 끝에 2004년에 법원에서 무죄판결을 받았다."는 뜻으로 이해하더라도 다음과 같은 네 가지 이유에서 그 신빙성에 의문이 있다고 언론과 네티즌들은 지적한다. 제시된 이유들은 다음과 같다.
첫째, 무죄판결을 받았다고 주장하지만 법원명, 재판부 및 재판장 이름, 판결문, 판결선고일자 등이 구체적으로 보도된 기사가 전혀 없다는 점을 지적한다. 이경영 사건은 2002년에 유죄판결이 확정되었는데, 확정된 판결을 뒤집는 방법은 재심청구 밖에 없다. 그런데 이경영이 재심을 청구하여 2004년에 무죄판결을 받았다는 구체적인 보도는 2004년 당시에도, 그리고 그 이후에도 전혀 없다는 것이다. 오히려 2004년에는 이모 양과 이모 양의 부모가 입은 정신적 피해에 대해 이경영이 배상해주어야 한다는 민사재판 판결에 대한 보도만 있었을 뿐이다.
둘째, '2004년에 무죄 판결을 받았다'는 것은 2009년에 이경영의 MBC 드라마 출연이 이 사건 유죄판결 전력 때문에 무산된 사실과 배치된다는 점을 지적한다.
셋째, 2009년에 MBC 드라마 출연이 무산된 직후 이경영은 자신의 미니홈피에 "항소를 했더라면 부끄러움은 씻지 못하겠지만 범죄자의 오명은 씻지 않았을까"라는 글을 올렸는데, 이 글의 내용 역시 '2004년에 무죄 판결을 받았다'는 것과 모순된다는 점을 지적한다.
넷째, 이경영은 청소년성보호법위반으로 유죄판결 받은 전력 때문에 현재까지도 공중파 출연이 금지된 상태라는 점을 지적한다.
한편 2016년 MBN은 "법정공방 끝에 2004년에 무혐의 처분을 받았다"고 한 《백지연의 피플 INSIDE》의 자막 내용을 언급하며, 해당 방송의 주장(자막 내용)은 명확히 사실로 밝혀진 바가 없는 내용이라고 보도하였다.

### 네티즌들과 언론의 문제 제기
이상에서 보듯, 2011년 이후 이경영이 본격적 활동을 재개할 즈음, "무죄판결을 받았다"는 이경영의 발언을 내보낸 기사 또는 방송이 몇 차례 있었다. 그리고 그러한 기사나 방송 내용을 인용 또는 참조한 다른 기사들이 이어졌다. 그 결과 이경영이 무죄 판결을 받았다는 소문이 퍼졌다.
그러다 2015년 들어 네티즌들이 이경영은 유죄 판결을 받았다며 이경영의 발언에 문제를 제기하였고, 이에 언론도 이 문제를 지적하였다. 2015년에 이 문제가 제기된 이후엔 유죄 판결을 받았다는 점을 명확히 알리는 기사들이 나오고 있으며, 이경영 본인은 과거와 같은 발언을 하지 않고 있다. 반면 여전히 일부 기사에선 이경영이 무죄판결을 받은 것으로 서술되곤 한다.